# حوش بانقا
حوش بانقا (به عربی: حوش بانقا) یک منطقهٔ مسکونی در سودان است که در رود نیل واقع شده‌است.